# Magical Formula
Magical Formula je hra pro počítače Commodore 64 z roku 1997. Naprogramoval ji český vývojář Michal Bačík ze skupiny New Entry. Grafiku vytvořil Nikaj Eijk a hudbu složil Martin Schutte.
Jedná se o plošinovku, v níž hráč ovládá šneka Sonnyho. Ten žil se svojí rodinou na šnečí louce a zrovna dovršil věk, aby si vzal svoji dívku Dawny. Avšak louka byla napadena ďábelskými kostlivci. Ti vyrabovali domy, pobili dobytek a unesli šnečí ženy. Louka pak žila nějaký čas v zármutku, až se objevil šnečí čaroděj, který nabídl svou pomoc. K tomu však potřebuje kouzelné předměty - svitky, huby či pytle mincí. Pak bude moci provést mocné kouzlo, které pomůže přivést šnečí ženy zpět. Vyšle proto Sonnyho najít tyto předměty.
V každé levelu hráč plní určitý úkol, jako třeba pobít nepřátel, posbírat všechny předměty či porazit bosse. Někdy je těch úkolů více.